# Anita O’Day in Tokyo ’63
Anita O’Day in Tokyo ’63 (также переиздавался под названием Live in Tokyo ’63) — концертный альбом американской певицы Аниты О’Дэй, записанный в 1963 году в Токио при участии группы West Liners Такэси Иноматы и звёздного оркестра под управлением Тосиюки Миямы для специального выпуска на японском телевидении. Альбом был выпущен компанией Polydor Records в Японии в 1985 году, на видео — в 2008 году компанией Kayo Stereophonic.

## Отзывы критиков
| Оценки критиков               | Оценки критиков |
| Источник                      | Оценка          |
| ----------------------------- | --------------- |
| AllMusic                      | [ 2 ]           |
| Encyclopedia of Popular Music | [ 3 ]           |

Джон Буш из AllMusic в своём обзоре написал: «Это отличный шанс услышать одну из самых захватывающих дух, раскрепощающих джазовых вокалисток, выступающих в обстановке, ещё более свободной, чем на её концертах великого Verve. Результаты, однако, не совсем идеальны — да, у О’Дэй отличный голос (несмотря на небольшую выдержку в её вокале), в то время как песни и аранжировки тоже великолепны, но на этой записи нет отклика аудитории (даже когда она их подначивает). Песни обрезаны, а качество звука не соответствует требованиям эпохи цифровых технологий. Чуть больше внимания составителей к деталям сделало бы это выступление отличным, а не рекомендованным только для тех, кому не хватает Аниты О’Дэй».

## Список композиций
1. «Boogie Blues» — 2:01
2. «Trav’lin’ Light» — 3:36
3. «Honesuckle Rose» — 3:09
4. «Avalon» — 2:13
5. «Bewitched» — 2:56
6. «You’d Be So Nice to Come Home To» — 2:19
7. «Night and Day» — 1:48
8. «Let’s Fall in Love» — 2:20
9. «Sweet Georgia Brown» — 3:02
10. «Tea for Two» — 2:54
11. «Stella by Starlight» — 2:38
12. «Love for Sale» — 3:05
13. «Get out of Town» — 2:32
14. «That Old Feeling» — 2:14
15. «Four Brothers» — 2:51

## Участники записи
- Анита О’Дэй — вокал
- Боб Корвин — фортепиано
- Такэси Иномата и группа West Liners
- Тосиюки Мияма и «Звёздный оркестр»
- Бадди Бергман — аранжировка